# Áno Liósia
Áno Liósia (grec moderne : Άνω Λιόσια, n. pl.) est une ancienne municipalité de Grèce. Selon le recensement de 2011, la population d'Áno Liósia compte 33 565 habitants.